# ستيف جونز (دراج)
ستيف جونز (بالإنجليزية: Steve Jones)‏ هو دراج بريطاني، ولد في 4 ديسمبر 1957 في برمنغهام في المملكة المتحدة.

## وصلات خارجية
- ستيف جونز على موقع أرشيف الدراجات (الإنجليزية)
- ستيف جونز على موقع إحصائيات الدراجات الإحترافية (الإنجليزية)
- ستيف جونز على موقع أوليمبيديا (الإنجليزية)
- ستيف جونز على موقع اللجنة الأولمبية البريطانية (الإنجليزية)